# Ruangroj Mahasaranon
Ruangroj Mahasaranon (Thai: เรืองโรจน์ มหาศรานนท์; * 28. März 1946 in Bangkok) ist ein ehemaliger thailändischer General, der zuletzt zwischen 2005 und 2006 Oberkommandierender der Thailändischen Streitkräfte war.

## Leben
Ruangroj Mahasaranon besuchte die renommierte Suankularb-Wittayalai-Schule und absolvierte danach an der Chulachomklao-Militärakademie eine Ausbildung zum Offizier des Königlichen Heeres (กองทัพบกไทย). Er war Offizier im 1. Regiment in Bangkok und Absolvent der 1909 von Chakrabongse Bhuvanath gegründeten Stabsschule des Heeres. Er fungierte als Mitarbeiter von General Sunthorn Kongsompong, der zwischen 1990 und 1991 Oberkommandierender der Streitkräfte war, sowie später von General Mongkon Amphornpisit, der zwischen 1996 und 2000 das Amt des Oberkommandierenden der Streitkräfte innehatte.
Als Nachfolger von General Chaiyasit Shinawatra wurde General Ruangroj Mahasaranon am 1. Oktober 2005 schließlich selbst Oberkommandierender der Thailändischen Streitkräfte. Im August 2006 traf er sich mit dem Machthaber von Myanmar, General Than Shwe, um mit diesem Verhandlungen über Grenzstreitigkeiten zwischen beiden Ländern zu führen.  Nach dem Putsch vom 19. September 2006, bei dem der amtierende Ministerpräsident Thaksin Shinawatra durch General Sonthi Boonyaratglin gestürzt wurde, versuchte Thaksin General Ruangroj als Übergangs-Ministerpräsidenten einzusetzen. Tatsächlich wurde dieser jedoch am 20. September 2006 vorübergehend Chefberater des Rates für Demokratische Reformen von General Sonthi Boonyaratglin und hatte diese Funktion bis zum 29. September 2006 inne. Am 30. September 2006 wurde er als Oberkommandierender der Streitkräfte von General Boonsrang Niumpradit abgelöst. Nach seinem Ausscheiden aus dem aktiven Militärdienst begann er sein politisches Engagement im August 2007 als Vize-Vorsitzender der Thaksin Shinawatra nahe stehenden Partei der Volksmacht.
Für seine langjährigen Verdienste wurde er 1992 mit dem Orden der Krone von Thailand sowie 1996 dem Weißen Elefantenorden ausgezeichnet.